# Stola

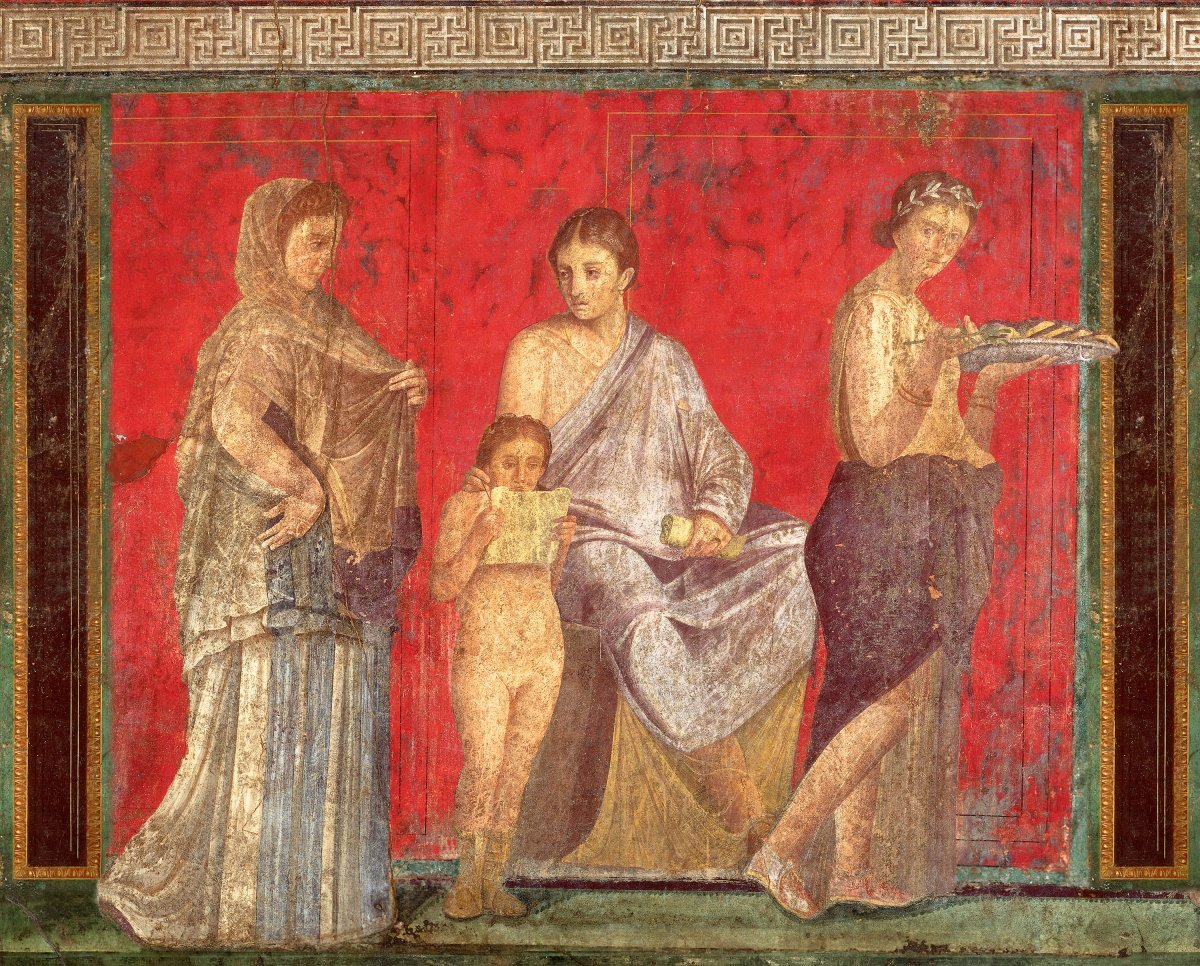
À gauche, femme portant stola et palla (Pompéi, Villa des Mystères).

La stola est le vêtement traditionnel des femmes mariées de la Rome antique, quand les hommes portent la toge. Le mot peut aussi désigner un vêtement ecclésiastique.
À Rome, la stola consiste en une longue robe à plis portée par-dessus une tunique (la tunica intima, ancêtre du sous-vêtement) et serrée à la taille. Elle possède de longues manches, celles-ci pouvant faire partie soit de la stola elle-même, soit de la tunique. La stola typique est ceinte par des rubans.
La stola est en général ornée d'une large bande brodée dans le bas. Pour sortir, les femmes portent sur la stola un grand châle rectangulaire, la palla — manteau à la mode grecque, librement drapé, mais non brodé dans le bas.

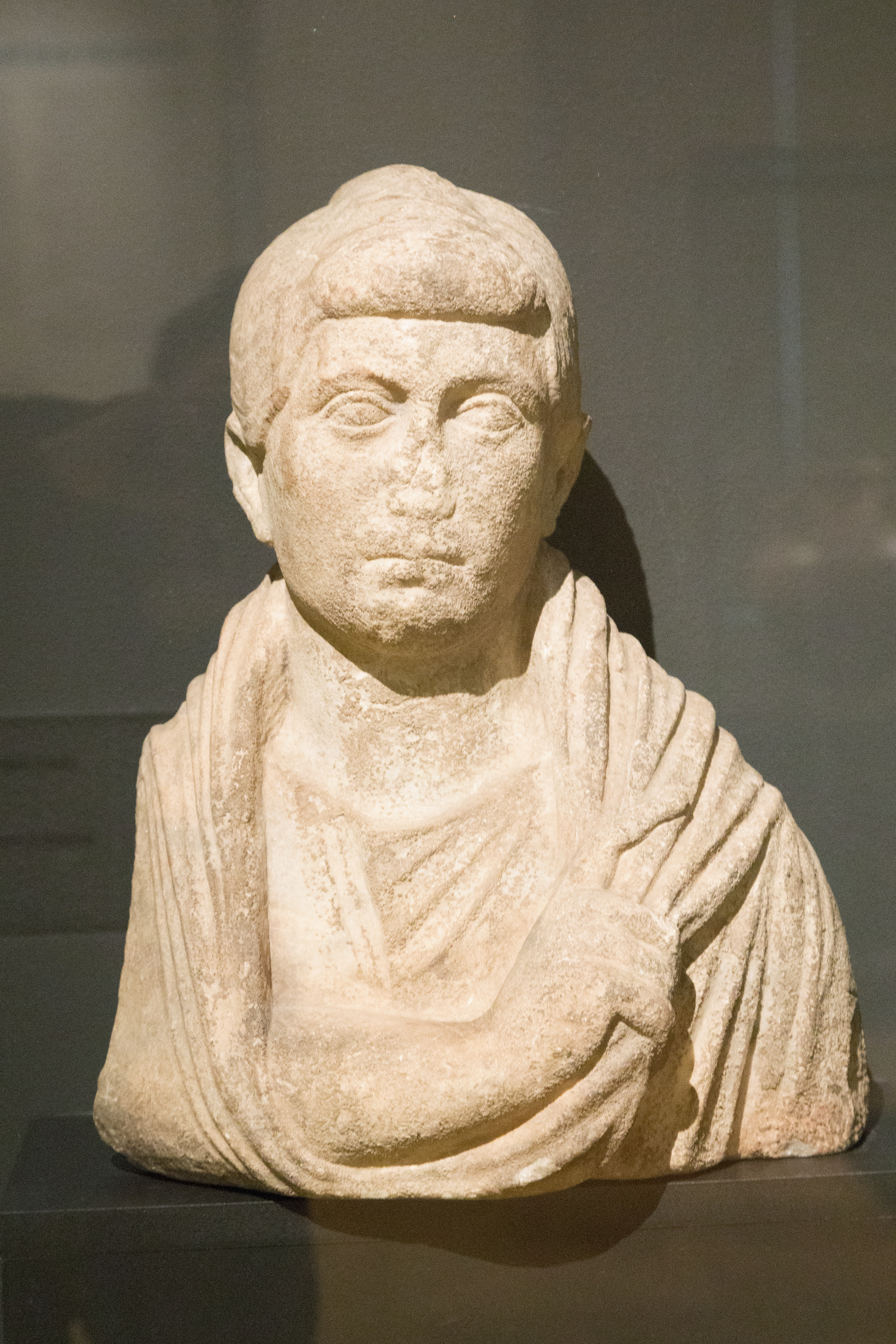
Buste en marbre de femme portant stola et palla. (Pierre tombale à Prague.)

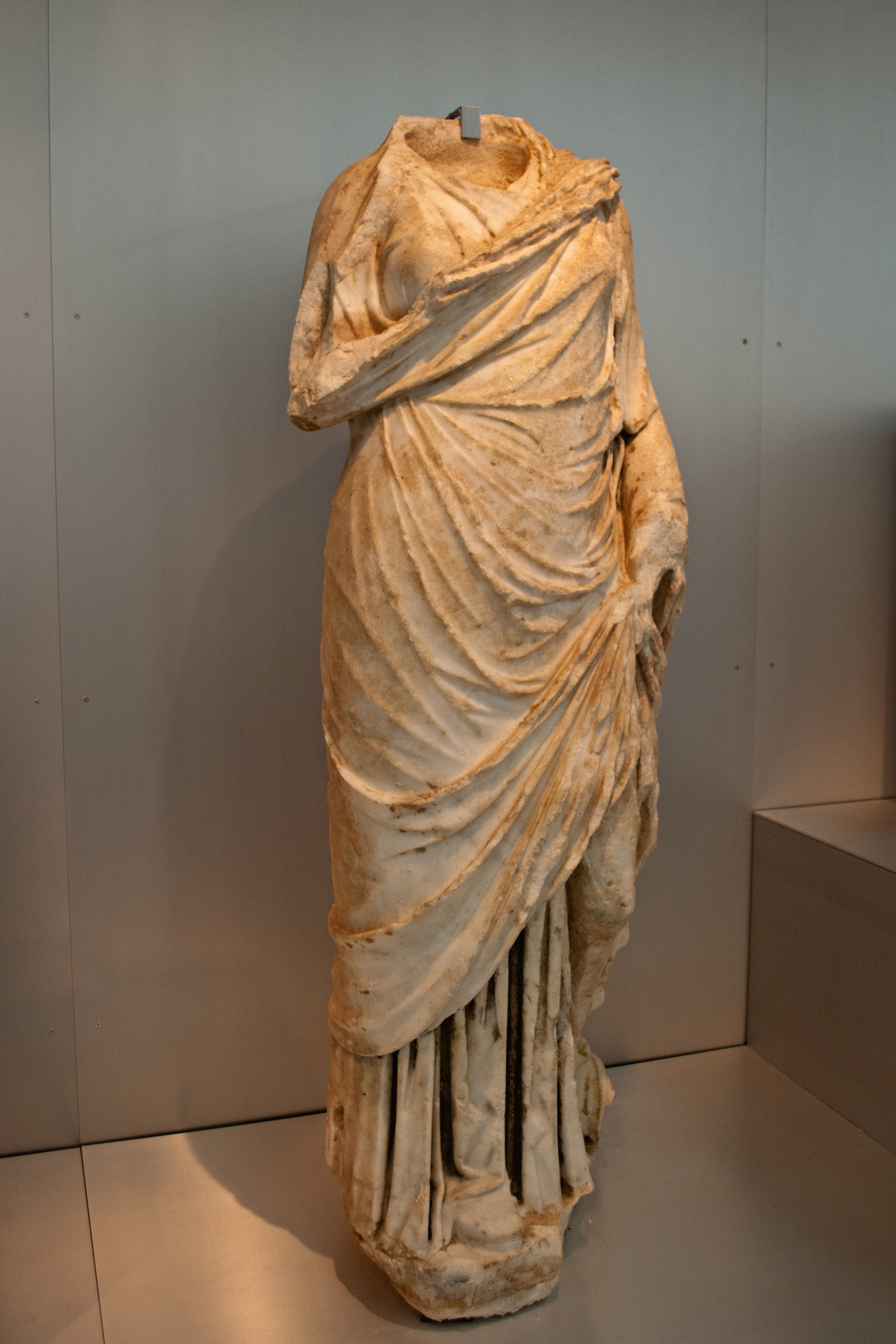
Statue romaine de femme ou déesse portant stola et palla. (Musée Baelo Claudia, Espagne)

Durant les premiers siècles de la République romaine, la stola, comme les autres vêtements, est produit par l'artisanat domestique, et se compose de laine écrue. Par la suite, les coloris de la stola varient, comme en témoigne Ovide à l’époque d’Auguste :
« Que dirai-je des vêtements ? que m’importent ces riches bordures ou ces tissus de laine deux fois trempés dans la pourpre de Tyr ? Il est tant d’autres couleurs d’un prix moins élevé ! […] Voyez ce bleu azuré, pareil à un ciel pur et dégagé des nuages pluvieux que pousse le vent du midi ; voyez ce jaune d’or […] ; ce vert a reçu son nom de l’eau qu’il imite.
Cette teinte ressemble au safran ; […]. Là vous retrouvez la couleur du myrte de Paphos, ici l’améthyste pourprée, le rose tendre, la nuance des plumes de la grue de Thrace, ailleurs la couleur de tes châtaignes, ô Amaryllis ! celle de tes amandes, et celle de l’étoffe à laquelle la cire a donné son nom. […]. Choisissez avec goût ; car les couleurs ne conviennent pas également toutes à toutes ; le noir sied à la blonde […]. Le blanc convient aux brunes. » Toutefois, les couleurs vives restent en principe la marque des courtisanes.
Actuellement, le mot « étole » — dérivé de stola — peut aussi désigner un vêtement ecclésiastique.

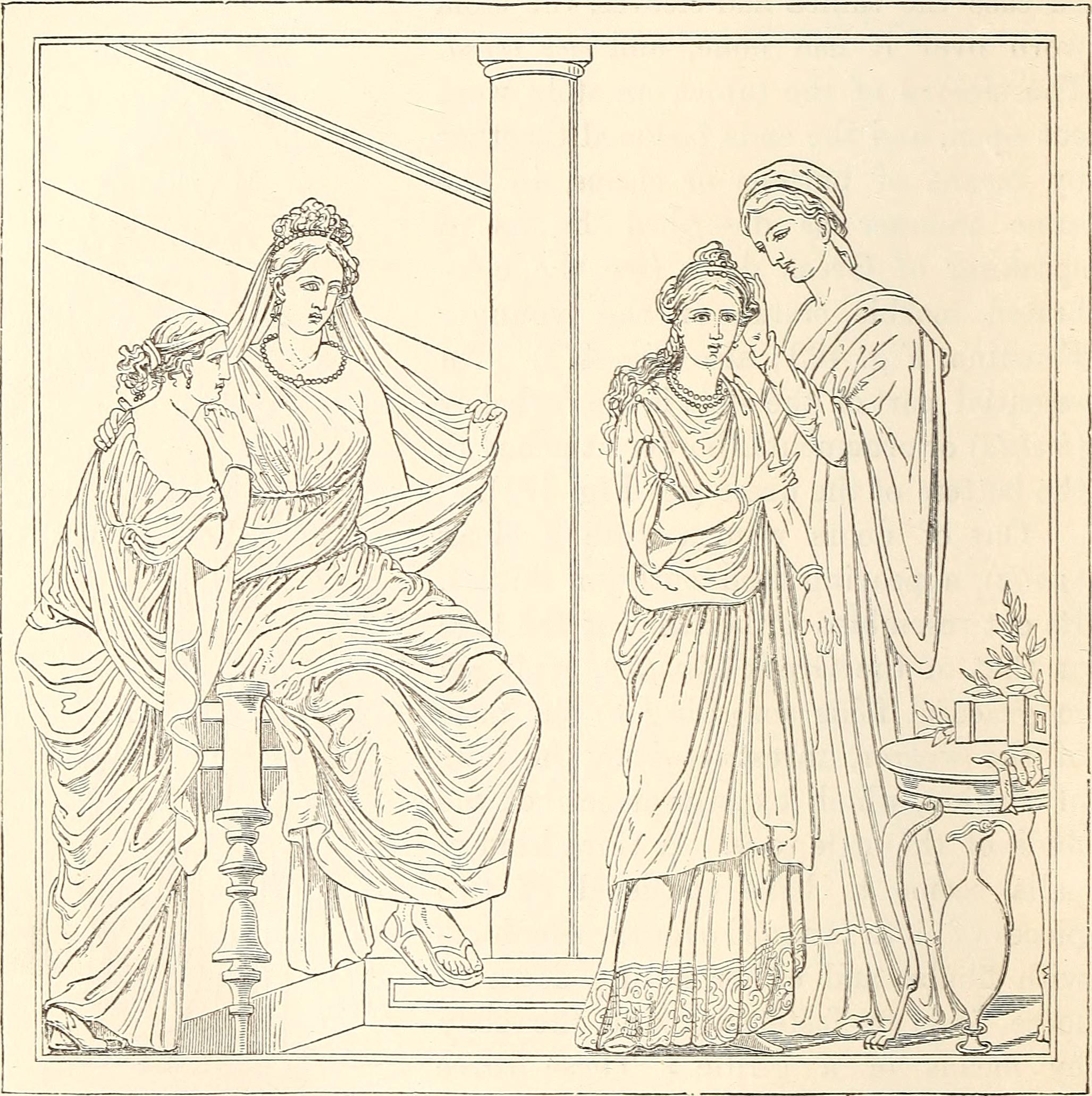
Dessin représentant quatre femmes portant la stola et la palla en partie basse (sur les épaules pour la servante). « La toilette de la mariée », selon une image trouvée à Herculanum en 1761.